# 2018년 동계 올림픽 스키점프 예선
다음은 2018년 동계 올림픽 스키점프 종목의 출전권 부여 규정과 현황에 대한 것이다.

## 출전규정

### 개최국 쿼터
이번 동계올림픽의 개최국인 대한민국은 최소 남자 1명과 여자 1명의 선수를 경기에 출전시킬 수 있는 권한이 주어진다. 이때 출전권이 부여되는 선수는 최소한의 조건을 충족하여야 하며, 월드컵이나 그랑프리 대회의 획득점수가 1점 이상이거나, 출전권 일정 기간에 컨티넨셜컵 점수를 1점 이상 획득한 경우에 한한다.

### 일반 쿼터
예선전 쿼터는 올림픽 쿼터 순위에 따라 배정되며, 쿼터 순위는 2016/17시즌과 2017/18시즌의 국제스키연맹 월드컵 순위와 컨티낸셜컵 순위를 모두 더해 집계한다. 이 순위에서 쿼터는 개최국 쿼터를 비롯, 남자 60명, 여자 35명분을 채울 때까지 반복 배분한다. 한 국가가 받은 쿼터가 최대치인 남자 5명, 여자 4명을 다 채웠을 경우에는 배정목록에서 제외한 채 계속 배분한다.
만약 남자 60명과 여자 35명 쿼터가 모두에게 돌아갔는데, 남자선수 쿼터가 4명 이상인 국가가 12개국이 안 됐다면, 12개국을 채울 때까지 3명인 국가 중 우선순위대로 쿼터를 추가 배정한다. 그밖에 쿼터가 남는다면 최대 65쿼터에 도달할 때까지 아직 해당되지 못한 국가에 최대 하나씩 분배된다.

## 쿼터 배정
2018년 1월 25일 기준, 스키점프 출전권 쿼터 배정 현황은 다음과 같다.

### 최종 현황
| 국가           | 선수 | 선수 | 선수      | 총합 |
| 국가           | 남자 | 여자 | 남자 단체 | 총합 |
| -------------- | ---- | ---- | --------- | ---- |
| 오스트리아     | 5    | 3    | X         | 8    |
| 불가리아       | 1    |      |           | 1    |
| 캐나다         | 1    | 1    |           | 2    |
| 중화인민공화국 |      | 1    |           | 1    |
| 체코           | 5    |      | X         | 5    |
| 에스토니아     | 3    |      |           | 3    |
| 핀란드         | 5    | 1    | X         | 6    |
| 프랑스         | 2    | 2    |           | 4    |
| 독일           | 5    | 4    | X         | 9    |
| 이탈리아       | 4    | 4    | X         | 8    |
| 일본           | 5    | 4    | X         | 9    |
| 카자흐스탄     | 1    |      |           | 1    |
| 노르웨이       | 5    | 2    | X         | 7    |
| 폴란드         | 5    |      | X         | 5    |
| 루마니아       |      | 1    |           | 1    |
| 러시아 출신    | 5 4  | 4    | X         | 8    |
| 슬로베니아     | 5    | 4    | X         | 9    |
| 대한민국       | 2    | 1    |           | 3    |
| 스위스         | 4 2  |      |           | 2    |
| 튀르키예       | 1    |      |           | 1    |
| 미국           | 4    | 3    | X         | 7    |
| 총합: 21개국   | 65   | 35   | 11        | 100  |

- 대한민국의 쿼터에는 개최국 쿼터가 남녀당 하나씩 들어가 있다.
- 이탈리아와 미국은 남자 개인 쿼터분을 단체 종목에 배정받았다.

### 잠정 참가국
쿼터 배분 과정에서 두 국가가 남자 세 명분 쿼터를 반납하였다. 때문에 쿼터 재배분 과정을 통해 최소 한 명분의 쿼터가 다른 국가에 돌아갈 수 있게 됐다. 이름에 선이 그어진 국가는 쿼터 배분을 다른 국가에게 넘긴 것이며, 굵은 글씨는 쿼터를 받은 국가를 의미한다.
| 남자 | 여자                                                                                                  |
| --- | --- |
| 프랑스 · 에스토니아 · 프랑스 · 대한민국 · 에스토니아 · 카자흐스탄 · 프랑스 · 카자흐스탄 · 튀르키예 · 우크라이나 | 프랑스 · 미국 · 노르웨이 · 프랑스 · 캐나다 · 캐나다 · 중화인민공화국 · 캐나다 · 노르웨이 · 오스트리아 |